# Clemente Riedemann
Clemente Riedemann Vásquez (Valdivia, 14 de mayo de 1953) es un poeta chileno cuya obra ha sido vinculada con la "tradición cultural y poética mapuche, a la que usualmente se le asocia".

## Biografía
Riedemann se crio en Valdivia, su ciudad natal, e ingresó en la Universidad Austral de Chile, donde siguió primero Castellano y Filosofía, estudios que se vieron interrumpidos en 1973 por el golpe de Estado encabezado por el general Augusto Pinochet contra el gobierno del socialista de Salvador Allende. 
Militante del Movimiento de Izquierda Revolucionaria (MIR), Clemente Riedemann fue detenido por la dictadura militar poco después del golpe. Luego de recobrar al año siguiente la libertad, realizó estudios de Antropología en la citada universidad y posteriormente se tituló de profesor de Historia y Geografía en la Universidad de la Frontera, en Temuco. Más tarde ingresó al Partido por la Democracia, del que fue presidente provincial de Llanquihue (1994-1996) y consejero nacional (2002-2004).
Ha cultivado principalmente la poesía, pero su producción abarca también el teatro, la canción popular, la reseña periodística y el ensayo. 

### Poemarios
Su primer libro –Karra Maw’n (1984)- es considerado una de las obras canónicas de la antropología poética o poesía etnocultural que, en el caso de Riedemann, implica una reinterpretación del devenir histórico de los territorios del sur de Chile y el relevamiento de las culturas indígenas ancestrales, cuyos valores, según el autor, han sido obliterados por la historiografía oficial escrita desde el centro del país. Sobre esta obra, el profesor Iván Carrasco ha señalado: "Es un macrotexto poético de carácter narrativo, complejo, poliforme, intercultural, que puede leerse en distintos códigos y niveles. Es, simultáneamente, una interpretación antropológica de los vínculos entre diversos grupos étnicos en el sur de Chile (mapuche, españoles, alemanes, chilenos); una denuncia de las ambigüedades de la colonización; una crónica de hechos traumáticos de la historia oficial y semioculta de esta región y del país; una meditación sobre el sentido de la vida histórica; el testimonio de una existencia individual asediada por las contingencias históricas y por la interculturalidad; una reflexión sobre las posibilidades de la literatura; etc."
El poemario es parte de una trilogía que estudia la cultura americana en términos de áreas culturales, comenzando en él por su territorio de origen y continuando en Santiago de Chile (1995) con la exploración de la capital, para culminar con el registro etnográfico del ámbito cultural en estadounidense Wekufe in NY, del mismo año. 
Después del primer poemario y antes de terminar su trilogía, Riedemann publicó Primer arqueo (1989), libro preferentemente testimonial que reúne sus textos adolescentes y los referidos a la vida de los chilenos bajo la dictadura militar encabezada por el general Augusto Pinochet.
En Gente en la carretera (2001), emprende un viaje mental que reúne a las personalidades reales y ficticias que han contribuido a configurar su imaginario personal, mientras que en Isla del Rey (2003) indaga en la experiencia existencial de la infancia. Coronación de Enrique Brouwer (2007) aborda el desarrollo del capitalismo empresarial  personalizado en la figura del navegante holandés homónimo que visitó las costas del sur de Chile en 1643.
Según la académica Soledad Bianchi en 1992, la escritura de Riedemann "opta por entregar diversas versiones, por no limitarse a un único punto de vista, por ubicarse en distancias y momentos diversos, por abarcar lo vario, por interrogarse frente a lo establecido.  Para hacerlo recurre y utiliza el lenguaje de variadísimos modos, en sus diversas normas y niveles, con códigos distintos, con idiomas diferentes". 
Su poesía ha sido definida como postmoderna (Subercaseaux, 1991), surutópica (Serán, 1994), etnocultural, (Iván Carrasco, 1995), metahistórica (Sergio Mansilla, 1996), antropología poética (Piña, 1997; González, 1998), utópica y escatológica (Hoefler, 2001) y escatológica y redentora. (Antonieta Rodríguez, 2002)

### Otros géneros
En 2010 publicó su Cantata Lago Llanquihue como parte de una antología de la dramaturgia valdiviana, que toma como base la visita en 1932 de los príncipes de Inglaterra —Eduardo, futuro Eduardo VIII del Reino Unido, que abdicó el mismo año de 1936 en que fue coronado para poder casarse con Wallis Simpson, y Alberto, que sucedió a su hermano con el nombre de Jorge VI— y que le sirve para exponer los conflictos entre amor y poder y arte vocacional e instrumental. El mismo año apareció Caballares, obra inscrita en el proyecto colectivo de reescritura de La Araucana, de Alonso de Ercilla.
Su primer ensayo, Suralidad, antropología poética del sur de Chile (2012), lo escribió en colaboración con la antropóloga Claudia Arellano y en él reúne sus investigaciones en torno a la identidad cultural y la literatura en esa parte del país y muestra el distinto modo de relacionarse con el entorno, las diferencias étnicas y genéricas, el sincretismo religioso y el hibridismo en la tecnología y el lenguaje, generando otra estética intersubjetiva.
Riedemann es conocido también por su colaboración con el grupo de música Schwenke & Nilo, formado en Valdivia en 1978 por Nelson Schwenke y Marcelo Nilo. Con el primero, fallecido en 2012, compuso muchas de las canciones emblemáticas del dúo (Hay que hacerse de nuevo cada día, Lluvias del sur, Entre el nicho y la cesárea, El canelo, Con datos de la Unicef). Riedemann considera este trabajo como una expansión, en otro soporte, de su obra poética, en el sentido que expone los temas que forman parte sustantiva de su visión de mundo: el amor filial y la vida en comunidad, la resistencia y el cambio cultural, la crítica del orden social neoliberal y la valoración de los rasgos culturales propios del sur de Chile, que, en conjunto, forman lo que él denomina una ‘poética de la existencia’ en la postmodernidad.

## Obras
- Karra Maw'n, Imprenta Alborada,  Valdivia, 1984
- Primer arqueo, Ediciones Kultrún, Valdivia, 1989 (reedición: 1991)
- Karra Maw'n y otros poemas, Ediciones Kultrún, Valdivia, 1995
- Gente en la carretera, Ediciones Kultrún, Valdivia, 2001 (y 2006)
- Isla del rey, Ediciones Kultrún, Valdivia, 2003
- Coronación de Enrique Brouwer, Ediciones Kultrún, Valdivia, 2007
- Mapa poético territorial, muestra nacional, CNCA, Valparaíso, 2012
- Caballares, Edición Biblioteca Municipal, Puerto Varas, 2012
- Suralidad: Antropología poética del sur de Chile, ensayo junto con Claudia Arellano Hermosilla, Suralidad Ediciones, Puerto Varas / Ediciones Kultrún, Valdivia, 2012
- Una casa junto al río, antología editada por Almonte y Villavicencio, Descontexto Editores, Santiago, 2016

### Inclusión en antologías
- Poesía joven del sur de Chile, Universidad Austral de Chile, Valdivia, 1977
- Poets of Chile, edición bilingüe; Unicorn Press, Greensboro, Carolina del Norte, 1986
- De Parra a nuestros días,  Ediciones Documentas, Santiago, 1988
- Antología de la poesía religiosa, Editorial Universidad Católica, Santiago, 1989
- En el ojo del huracán, Documentas, Santiago, 1991
- Poetas actuales del sur de Chile, Editorial Barba de Palo, Valdivia, 1993
- Quince poetas desde el agua-lluvia, Ediciones Kultrún, Valdivia, 1993
- Veinticinco años de poesía chilena, LOM Ediciones, Santiago, 1996
- Antología del poema breve en Chile, Editorial Grijalbo, Santiago, 1998
- Poesía universitaria de Valdivia, Universidad Austral, Valdivia, 2000
- Guía de la poesía erótica en Chile, LOM, Santiago, 2000
- Antología de poesía chilena contemporánea, Editorial Diputación de Huelva, España, 2001
- Anaconda poeti americani, edición bilingüe; Editorial Poetas.com, Canadá, 2003
- Antología poesía del deporte y los juegos, Editorial Zig-Zag, Santiago, 2003
- Poesía chilena desclasificada, Editorial Etnika, Santiago, 2005
- Antología poética premio Pablo Neruda, Ediciones FPN, Santiago, 2006
- Antología sur itinerante, Editorial Ciudad Imaginaria, Temuco, 2009
- Antología de la generación de los '80, Ediciones Mago, Santiago, 2010
- Antología de la dramaturgia valdiviana, Ediciones Kultrún, Valdivia, 2011
- Antología del relato poético breve, Editorial Universidad del Comahue, Argentina, 2012
- Antología lecturas escogidas, Departamento de Educación Municipal, Castro, 2013

### Participación en obras colectivas
- Reunión, textos y fotografías, Ediciones Kultrún, Valdivia, 1994
- Héroes civiles y santos laicos. Palabra y periferia: 13 entrevistas a escritores del sur de Chile, Editorial Barba de Palo, Valdivia, 1999
- Seis décimos. Seis poetas de la décima región, reportajes y video;  Fondart /Universidad Austral de Chile, Valdivia, 1999
- Viven, poetas chilenos en sus lugares de trabajo, textos y fotografías; Santiago, 2002
- Revisitando Chile. Identidades, mitos e historias, Cuadernos Bicentenario, Santiago, 2003
- Lugares poéticos, relatos; Ediciones Foramen Acus, Santiago, 2010
- Proyecto reescritura de La Araucana, ejercicios; Editorial Cuarto Propio, Santiago, 2010
- Chile mira a sus poetas, Editorial Universidad Católica, Santiago, 2011

### Colaboración con Schwenke & Nilo
Libros
- El viaje de Schwenke y Nilo, prólogo, crónica y canciones; Impresores Tamarcos, Santiago, 1990
- Hay que hacerse de nuevo cada día, prólogo y canciones; Editorial Nuevos Territorios, Concepción, 2009
- Schwenke & Nilo, leyenda del sur, prólogo y canciones; Editorial Nuevos Territorios, Concepción, 2010

Casetes y discos
- Schwenke & Nilo, canciones en volúmenes I a VII (1983-2005)

Video
- Schwenke & Nilo', 30 años, registros de un viaje, Fondart, Santiago, 2013

## Premios y reconocimientos
- Premio Nacional de Poesía 1971 del Ministerio de Educación
- Premio de Poesía 1979 del Consejo de Rectores de las Universidades Chilenas
- Premio Pablo Neruda 1990
- Finalista Premio Municipal de Literatura de Santiago 2002 por Gente en la carretera
- Finalista Premio Casa de las Américas 2006 por Coronación de Enrique Brouwer
- Finalista del Premio Municipal de Literatura de Santiago 2017 con Una casa junto al río[7]